# Cascaes
Cascaes (en portugués: Cascais) es una villa portuguesa de poco más de 200 000 hab., sede del municipio con el mismo nombre, en el distrito de Lisboa, en la Gran Lisboa. La localidad se encuentra en una bella bahía arenosa en el océano Atlántico, a unos 25 km al oeste de Lisboa y cerca de 3 de Estoril.
El municipio de Cascaes se encuentra en el extremo sudoeste del distrito de Lisboa, limita al norte con el municipio de Sintra, al este con el de Oeiras y al sur y oeste con el océano Atlántico, en la famosa Costa del Estoril.
A Cascaes se puede llegar por tren de cercanías, por autovía o por carretera por la costa desde Lisboa disfrutando de un paisaje único lleno de edificios antiguos, ruinas, monumentos, etc. Además, Cascaes cuenta con un moderno puerto de yates con más de 600 plazas de capacidad.

## Geografía
Cascaes y su municipio están situados en el extremo suroeste de la península de Lisboa, que limita con Sintra al norte, con Oeiras al este y con el océano Atlántico al sur y al oeste. Tiene su punto más occidental en Cabo Raso, y su punto más oriental en Talaíde, en la margen derecha de Ribeira da Laje. Su punto más septentrional, así como el más alto, se encuentra en Peninha, que se eleva hasta los 465 metros. De forma similar al resto de municipios de la península de Lisboa, presenta un relieve cuyos elementos más llamativos del paisaje son normalmente los valles fluviales, estrechos y cerrados, y cuyos ejemplos más relevantes son los valles fluviales de Foz do Guincho, Vinhas, Penha Longa, Caparide y Ribeira da Laje. A estos se suman algunos relieves específicos, como el Cabeço de Mouro, el Alto de Bicesse y el Monte da Cabeça Gorda.
El cuadrante noreste está dominado por la sierra de Sintra, donde se registran las mayores altitudes, que descienden suavemente hacia el sur, en su transición hacia la plataforma de Cascaes. Esta plataforma, bastante regular, presenta una suave pendiente hacia el sur (hasta Cabo Raso) y corresponde a una superficie de abrasión marina. La altitud media en estas zonas oscila entre 250 y 350 metros (Malveira da Serra, Janes, Vizcaya), y rara vez supera los 400 metros. En esta zona la costa es predominantemente escarpada, con la formación de varias cuevas como la de Boca do Inferno, y cuyos acantilados pueden alcanzar los 100 metros. La única excepción se encuentra en la zona de Praia Grande do Guincho, un extenso arenal que, a nivel hidrológico, aumenta la aparición de fenómenos de infiltración y la desorganización de la red de drenaje. El predominio de vientos frescos del norte provoca la formación de dunas, que se extienden desde Cresmina hasta la zona de Oitavos, donde se encuentra la única duna consolidada del municipio.
Al igual que el borde de la montaña, en el resto del municipio las pendientes no son muy pronunciadas, y la mitad de su territorio presenta pendientes inferiores al 5%. La configuración del relieve hace que las vertientes no tengan una exposición muy definida (51%), mientras que en el resto de zonas predomina la exposición de vertientes orientadas al sur (18,5 %), lo que confiere al municipio un aspecto soleado, agradable y confortable. Al abrigo de los vientos del norte (es el caso de la Costa do Estoril, una de las zonas más suaves del área metropolitana de Lisboa). En esta franja, la costa alterna entre pequeñas playas y franjas escarpadas, dando lugar a áreas de relevancia ambiental, como la Zona de Interés Biofísico de Avencas. La zona interior del municipio es más alta cuanto más al norte, con algunas localidades a más de 100 metros de altitud: Murches, Alcabideche, Bicesse, Trajouce y Talaíde. El interior aún muestra huellas de su pasado rural, y está formado por dos zonas relativamente planas: Chão das Travessas, en la zona de Aldeia de Juso, y la Meseta de Massapés, en Trajouce.
La localidad de Cascaes está situada a 27 km de Lisboa, junto al paseo marítimo, en una pequeña bahía. Es la quinta ciudad más poblada de Portugal (después de Algueirão - Mem Martins, Corroios, Rio de Mouro y Oeiras). Cascaes se niega a ser elevada a la categoría de ciudad, por motivos turísticos.

## Historia

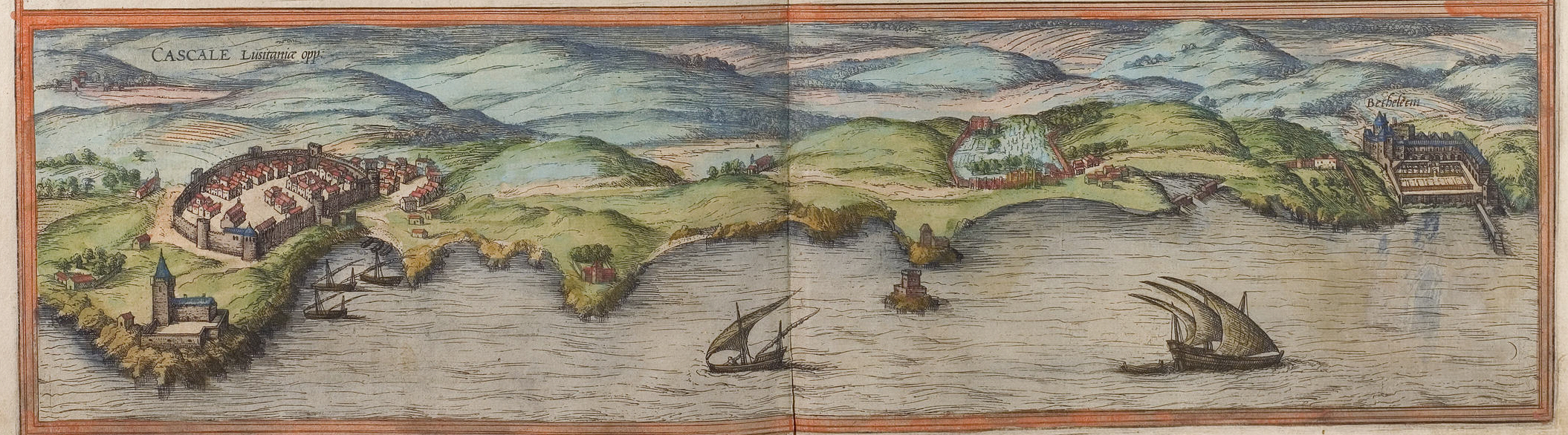
Dibujo de la costa de Cascaes (1572).

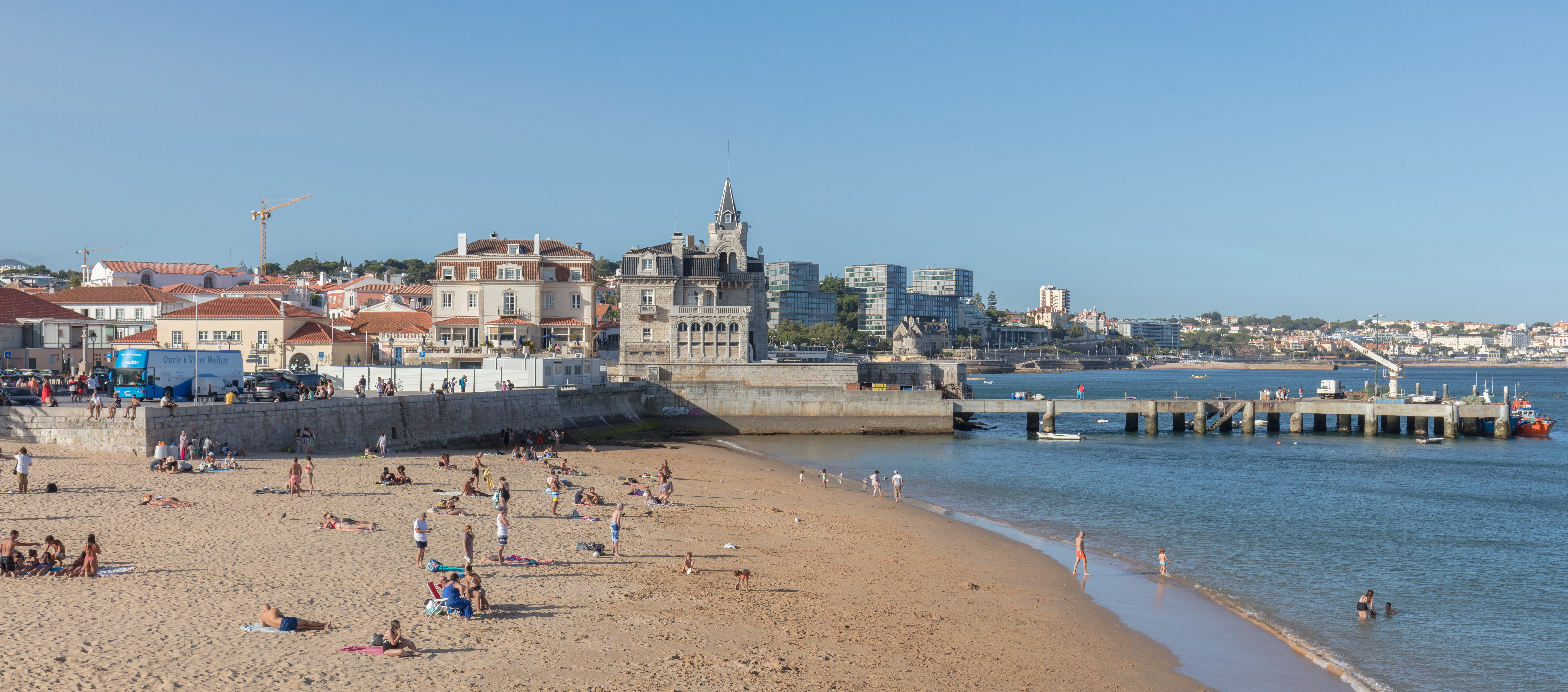
Praia da Ribeira, Cascaes.

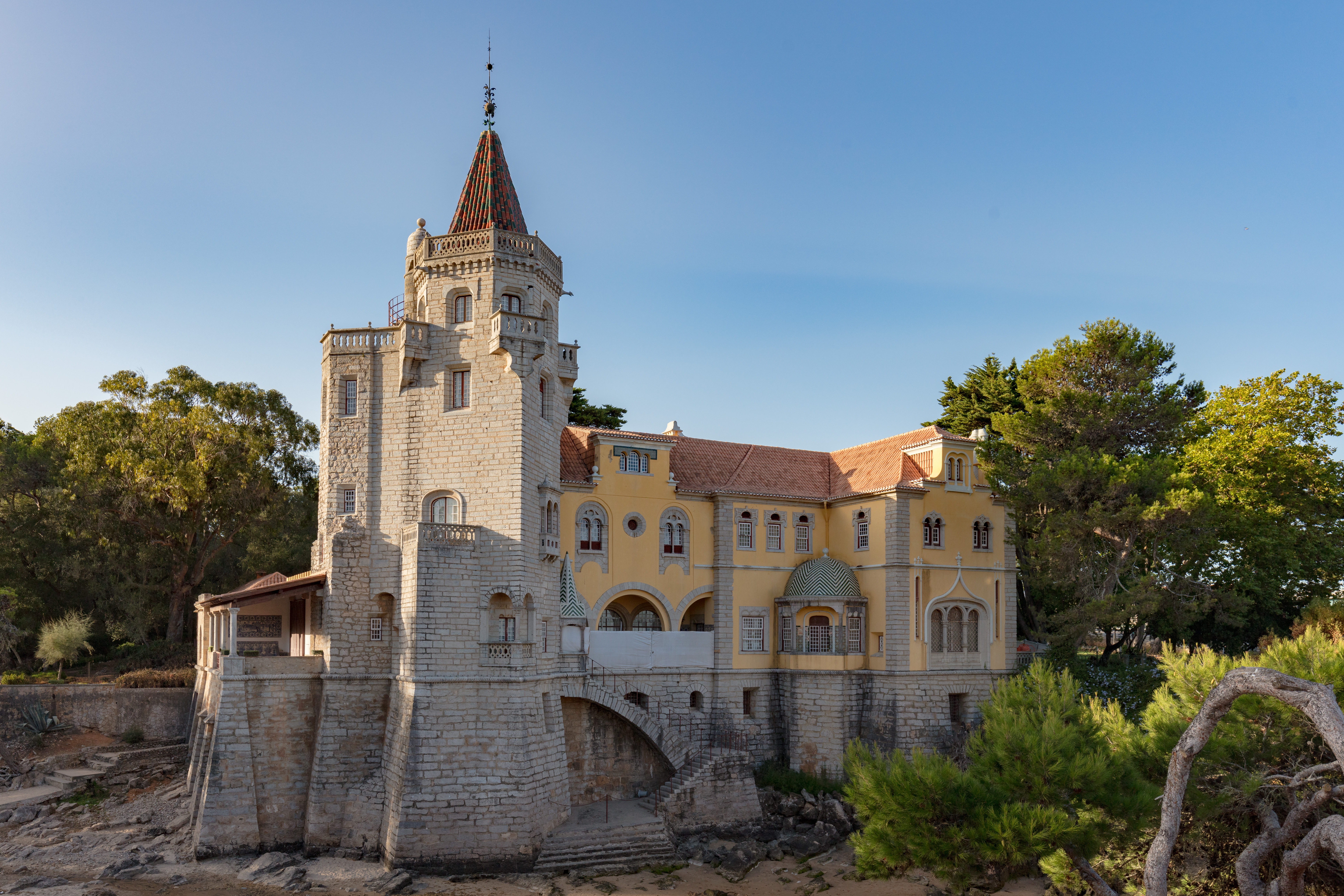
El palacio de los Condes de Castro Guimarães. Palacio en Cascaes, Portugal.

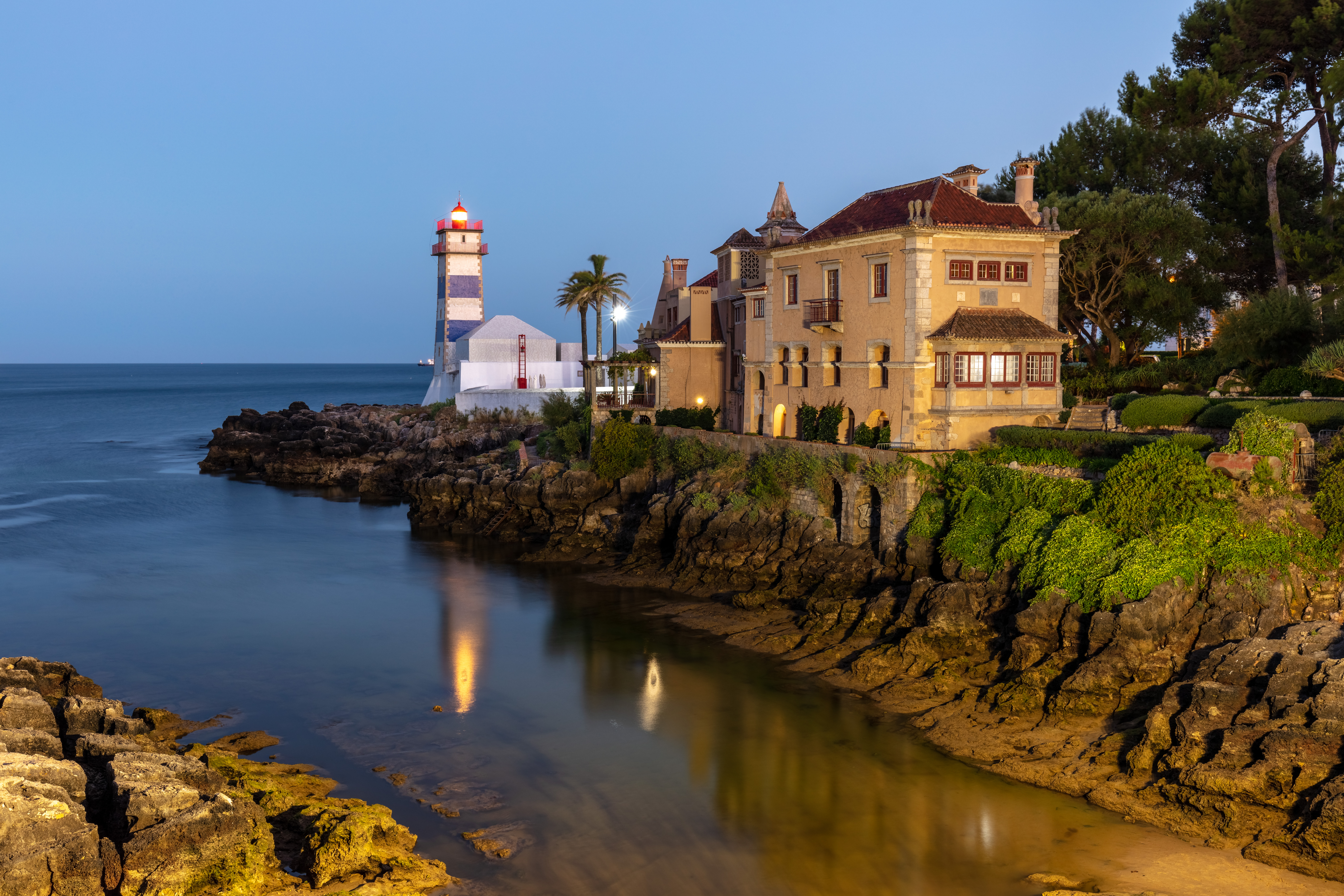
El Faro de Santa Marta y la Casa de Santa María.

La zona de Cascaes estuvo habitada desde la época prehistórica, como lo demuestran algunas excavaciones arqueológicas. Hay muchas villas que dan testimonio de la época romana, en los primeros siglos de nuestra era. La invasión musulmana dio nombre a muchos lugares en la región. 
El primer rey portugués, Alfonso I, conquistó la región en 1153. La población de Cascaes es mencionada por primera vez en 1159, perteneciendo por entonces a Sintra.
Cascaes fue elevada a villa el 7 de junio de 1364 por el rey Pedro I. En esta época fue también edificado el castillo, que el rey entregó a Gomes Lourenço de Avelar.
El rey Juan II ordenó en 1488 la construcción de un torreón de defensa. En la época de los viajes de descubrimiento portugueses, por 1537, se levantó en Cascaes el primer faro del país. En su lugar se encuentra hoy en día el Farol de la Guía, que fue construido en 1810.
La familia real portuguesa pasó los veranos en Cascaes desde 1870, transformándolo en un lugar interesante para la nobleza y aristocracia nacional e internacional.
En 1888 se realizó en Cascaes el primer partido de fútbol de Portugal. El 30 de septiembre de 1889 se inauguró la línea de tren desde Lisboa. 
A partir de los años 30 Cascaes, junto con la bahía vecina de Estoril, se convirtieron en la meca de la clase alta portuguesa, de algunas familias reales europeas (como la española en el exilio) y de muchos viajeros ricos de todo el mundo, como Onassis o la familia Renault. A Cascaes también le llaman 'el refugio de los famosos'.
Fue también algunos años el refugio de miembros de la familia real española de la Casa de Borbón, así como del rey Humberto II de Italia, del rey Carlos II de Rumania y mismo del rey Eduardo VIII del Reino Unido.
Hoy en día Cascaes ha perdido peso como sitio del jet-set internacional, en contrapeso con Montecarlo o Saint-Tropez, haciendo del pequeño puerto un sitio turístico agradable, asimismo , limitado a la clase media-alta y alta portuguesa. En la actualidad sigue siendo la zona más cara de Portugal, es casi imposible comprar una vivienda por menos de 500 000 euros, aristócratas alemanes e ingleses siguen siendo sus principales compradores.
Cascaes también se está convirtiendo en un destino de golf popular, con más de 10 campos de golf cercanos. Surf, vela, windsurf, kitesurf son también populares en la región alrededor de Cascaes, debido al tiempo favorable, el viento y las condiciones del mar. En 2007 Cascaes fue el anfitrión oficial del Campeonato del Mundo de la ISAF en la navegación de botes y yates de carreras.

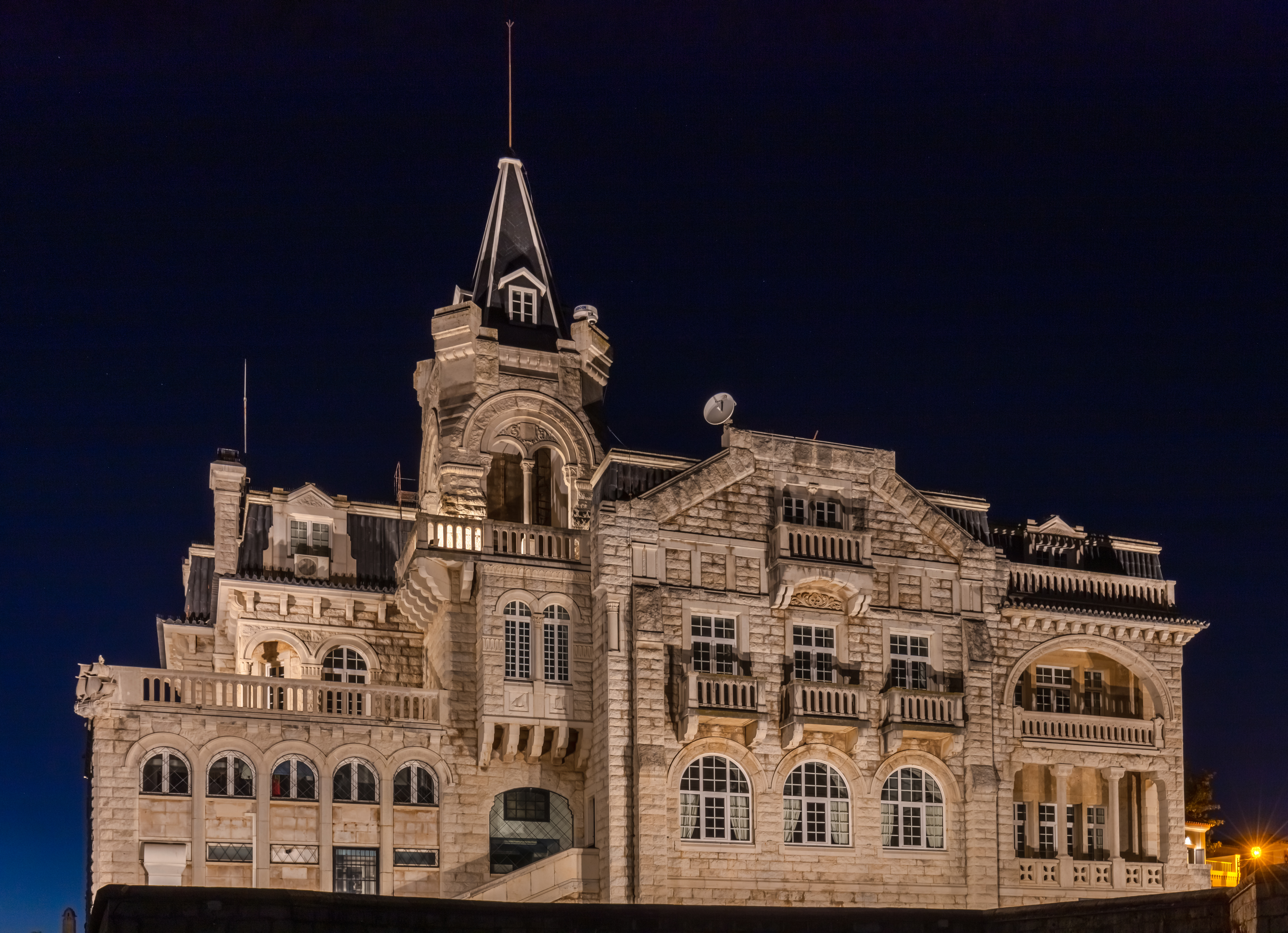
Palacete Seixas.

El municipio también alberga  tenis internacional y eventos de motociclismo y alojados durante muchos años la FIA F1 Gran Premio de Portugal. El famoso Casino de Estoril es uno de los más grandes de Europa. Cerca del casino está el "Hotel Palacio" (Palace Hotel), un hotel de 5 estrellas donde se rodaron escenas de la película de James Bond: Al Servicio Secreto de Su Majestad.
Ha sido en Cascaes donde Ian Fleming ha creado el personaje James Bond.[cita requerida]

## Geografía

### Freguesias
Las freguesias de Cascaes son las siguientes:
- Alcabideche
- Carcavelos e Parede
- Cascais e Estoril
- São Domingos de Rana

## Demografía
| Gráfica de evolución demográfica de Cascaes entre 1801 y 2021 |
|                                                               |
| Datos según el nomenclátor publicado por el INE portugués.    |

## Ciudades hermanadas

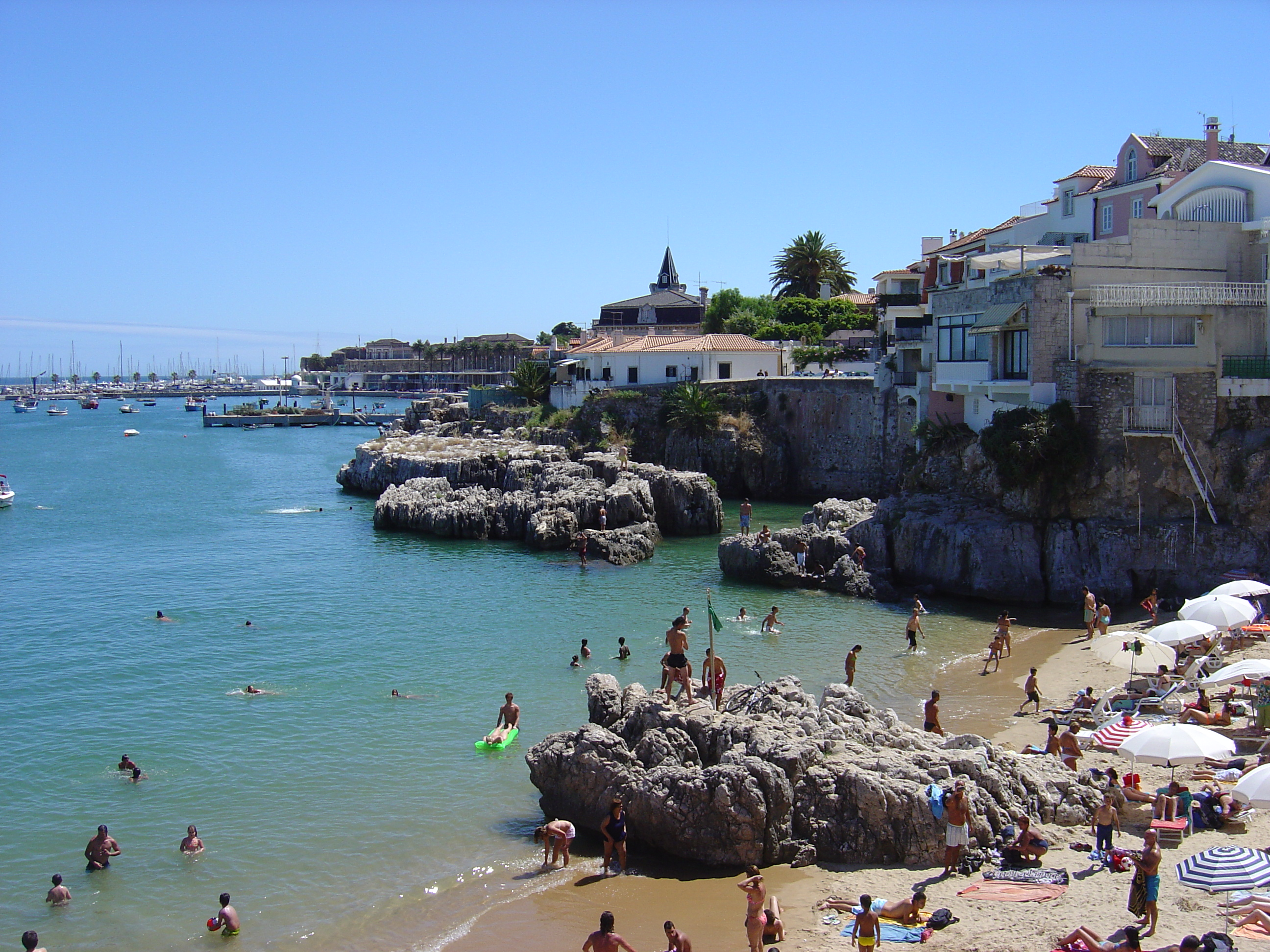
Playa de la Reina, en Cascaes.

Oficialmente Cascaes tiene acuerdos de ciudades hermanadas con las siguientes ciudades:
- Salvador de Bahía, Brasil, desde 1985.
- Biarritz, Francia, desde 1986.
- Vitória, Brasil, desde 1986.
- Gaza, Estado de Palestina.
- Santana, Santo Tomé y Príncipe desde 1986.
- Atami, Japón, desde 1990.
- Wuxi, China, desde 1993.
- Sal, Cabo Verde desde 1993.
- Guarujá, Brasil, desde 2000.
- Xai-Xai, Mozambique, desde 2000.
- Campinas, Brasil, desde 2012.